# Lista de pinturas de José Canella Filho
Esta é uma lista de pinturas de José Canella Filho.
José Canella Filho foi um artista brasileiro que participou do 8º Salão Paulista de Belas Artes em 1942.

## Lista de pinturas
| Imagem | Título                       | Data      | Material          | Coleção                                             | Versão audível |
| ------ | ---------------------------- | --------- | ----------------- | --------------------------------------------------- | -------------- |
|        | Cidade de Areias, 1827       | 1941      | tinta a óleo tela | Coleção Fundo Museu Paulista Coleção Museu Paulista |                |
|        | Pindamonhangaba, 1827        | século XX | tinta a óleo tela | Coleção Fundo Museu Paulista Coleção Museu Paulista |                |
|        | Jacareí, 1827                | 1941      | tinta a óleo      | Coleção Museu Paulista                              |                |
|        | Panorama de São Paulo, 1889  | 1942      | tinta a óleo      | Coleção Museu Paulista                              |                |
|        | Tommaso Gaudenzio Bezzi      | 1941      | tinta a óleo      | Coleção Museu Paulista                              |                |
|        | Vista de Guaratinguetá, 1835 | 1942      | tinta a óleo      | Coleção Museu Paulista                              |                |
|        | Bananal, 1827                | 1827      | tinta a óleo      | Coleção Museu Paulista Coleção Fundo Museu Paulista |                |
|        | Vista de Itu, 1830           | século XX | tinta a óleo      | Coleção Museu Paulista Coleção Fundo Museu Paulista |                |
|        | Panorama de São Paulo, 1827  | 1942      | tinta a óleo      | Coleção Museu Paulista Coleção Fundo Museu Paulista |                |